# Hill County (Montana)
Hill County is een county in de Amerikaanse staat Montana.
De county heeft een landoppervlakte van 7.502 km² en telt 16.673 inwoners (volkstelling 2000). De hoofdplaats is Havre.

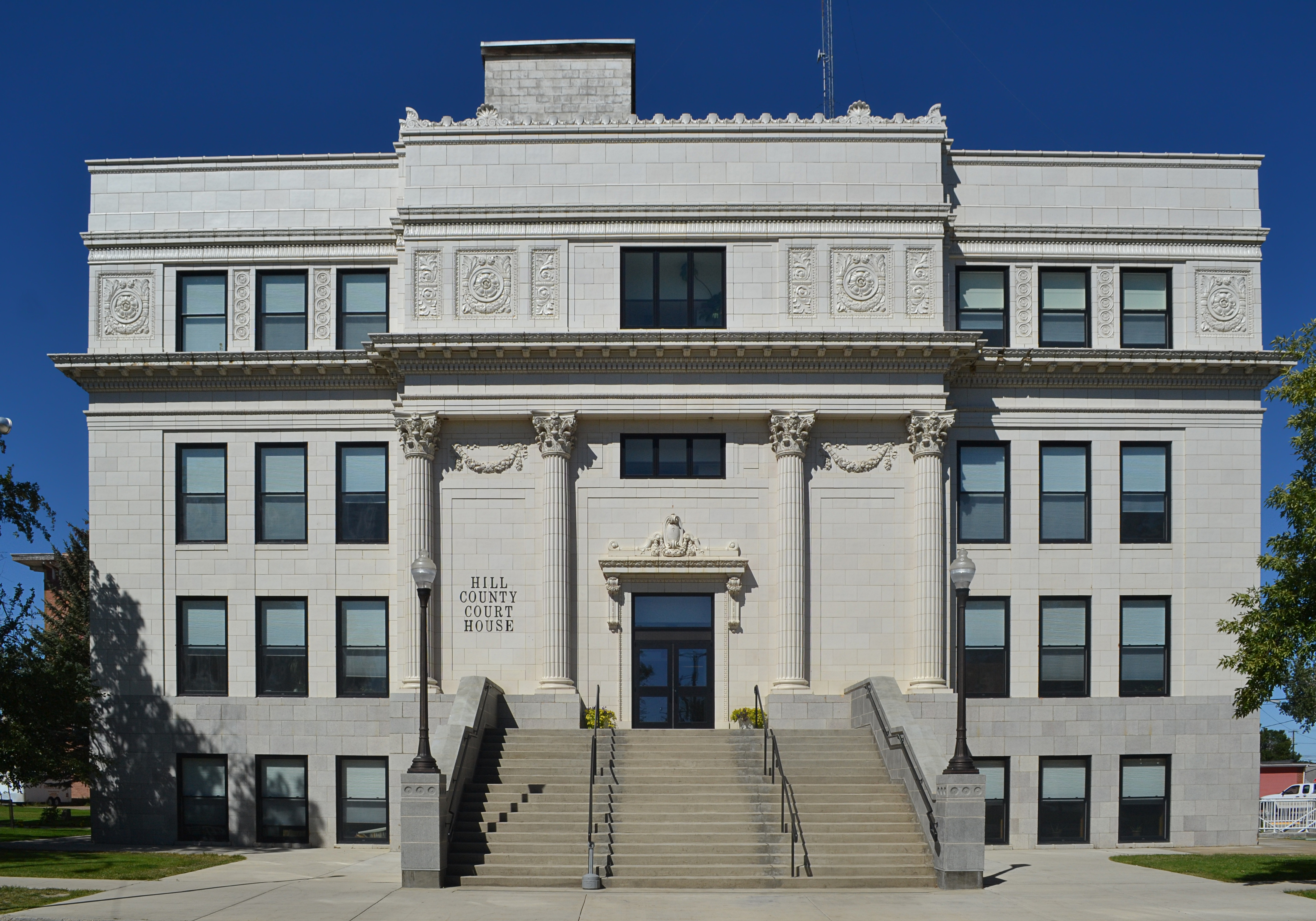
Hill County Courthouse